# 사회적 기업
사회적기업(社會的企業) 또는 소셜 엔터프라이즈(영어: social enterprise)는 주로 사회적 목표를 가진 사업을 말한다. 경제협력개발기구 OECD는 "공공의 이해를 위해 수행되며, 이윤 극대화가 아닌 특정한 사회 경제적 목표 달성을 최종 목적으로 하는 기업"으로 정의한다. 대한민국 사회적기업육성법은 "취약계층에게 사회서비스 또는 일자리를 제공하거나 지역사회에 공헌함으로써 지역주민의 삶의 질을 높이는 등의 사회적 목적을 추구하면서 재화 및 서비스의 생산·판매 등 영업활동을 하는 기업으로서 사회적기업으로 인증을 받은 자"라고 정의한다. 소셜 비즈니스라고도 불린다. 노벨평화상 수상자이자 경제학자인 무함마드유누스는 "사회 문제 해결을 위해 창립되고 설계된 사업"이라고 정의한다. 협동조합과 함께 사회적경제를 대표하는 형태 중 하나다.

## 개념(대한민국 인증 사회적기업)

### 사회적기업 인증요건
대한민국 고용노동부로부터 사회적기업으로 인정받으려면 사회적기업 육성법 제8조의 인증요건에 따라 고용노동부장관으로부터 인증을 받아야 한다.
사회적기업육성법 중
제8조(사회적기업의 인증 요건 및 인증 절차) ① 사회적기업으로 인증받으려는 자는 다음 각 호의 요건을 모두 갖추어야 한다. <개정 2012.2.1>
1. 「민법」에 따른 법인·조합, 「상법」에 따른 회사·합자조합, 특별법에 따라 설립된 법인 또는 비영리민간단체 등 대통령령으로 정하는 조직 형태를 갖출 것
2. 유급근로자를 고용하여 재화와 서비스의 생산·판매 등 영업활동을 할 것
3. 취약계층에게 사회서비스 또는 일자리를 제공하거나 지역사회에 공헌함으로써 지역주민의 삶의 질을 높이는 등 사회적 목적의 실현을 조직의 주된 목적으로 할 것. 이 경우 그 구체적인 판단기준은 대통령령으로 정한다.
4. 서비스 수혜자, 근로자 등 이해관계자가 참여하는 의사결정 구조를 갖출 것
5. 영업활동을 통하여 얻는 수입이 대통령령으로 정하는 기준 이상일 것

### 조직형태
- 민법상 법인 조합
- 상법상 회사
- 비영리 단체
  - 공익법인의 설립·운영에 관한 법률에 따른 공익 법인
  - 비영리민간단체지원법에 따른 비영리 민간단체
  - 사회복지사업법에 따른 사회복지법인
  - 소비자생활협동조합법에 따른 생활협동조합
  - 그 밖에 다른 법률에 따른 비영리단체
- 법인 내 사업단은 '법인 사업단' 이름으로 신청(제출서류도 사업단의 것 제출)

### 사회적목적 실현 판단 기준
- 일자리 제공형 : 조직의 주된 목적이 노약자, 장애인, 한부모가정 등의 취약계층에게 일자리를 제공하는 경우(전체 임금노동자 중 취약계층의 고용비율이 30% 이상).장애인을 고용할 때에는 일자리를 만들어주는 시혜와 동정이 되어서는 안 되고, 장애유형에 맞는 일자리 제공이 필요하다.
- 사회서비스 제공형 : 조직의 주된 목적이 취약계층에게 사회서비스를 제공하는 경우(전체 서비스 수혜자 중 사회서비스를 제공받는 취약계층의 비율이 30% 이상)
- 혼합형 : 조직의 주된 목적이 취약계층 일자리 제공과 사회서비스 제공이 혼합된 경우(전체 노동자 중 취약계층의 고용비율과 사회서비스를 제공받는 취약계층의 비율이 각각 20% 이상)
- 기타형 : 사회적 목적의 실현 여부를 위에 표시된 취약계층 고용비율과 사회서비스 제공 비율 등으로 판단하기 곤란한 경우 사회적기업 육성위원회의 심의를 거쳐 고용노동부장관이 사회적 목적의 실현 여부를 판단
- 지역사회 공헌형 : 지역사회 주민의 삶의 질 향상에 기여(2011년 신설)

### 영업활동을 통한 수익
- 영업활동을 통하여 얻는 수입이 대통령이 정하는 기준 이상일 것
  - (제10조) 영업활동을 통한 수입의 기준 : 사회적기업 인증 신청일이 속하는 달의 직전 6개월 동안 해당 조직의 영업활동을 통한 총수입이 같은 기간에 그 조직에서 지출되는 총 노무비(서비스나 생산에 투입되는 인력에 대한 비용을 말함)의 50% 이상에 해당하는 경우

### 유급노동자 고용
- 사용자에게 노무를 제공하고 임금을 받는 유급노동자를 고용하여 재화와 서비스의 생산, 판매등 영업활동을 수행하며, 흔히 4대 보험이라고하는 의료, 고용, 산업재해, 장기 요양 보험 등의사회보험 가입이 필수적이다.

### 이해관계자가 참여하는 의사결정구조
- 법정사항(법 제9조)에 따라 정관이나 규약 등을 갖출 것

### (상법상회사) 이윤의 사회적 목적 재투자
- 일반적인 사회적기업의 재투자의 의미 사회적기업이라면 영업활동을 통해 창출한 이익을 사회적기업의 유지·확대에 재투자하도록 노력해야 한다.(「사회적기업 육성법」 제3조제3항)
- '상법' 상 회사·합자조합의 이윤 재투자 의무  「상법」상 회사·합자조합인 사회적기업이 인증을 받으려면 회계연도별로 배분 가능한 이윤이 발생한 경우 이윤의 3분의 2 이상을 사회적 목적을 위해 사용해야 한다. (규제「사회적기업 육성법」 제8조제1항제7호).
- 배분 가능한 이윤의 의미  "배분 가능한 이윤"은 「상법」상의 배당가능이익과 같은 개념으로 해석되며, “배당가능이익”이란 대차대조표의 순자산액으로부터 다음의 금액을 공제한 금액을 말한다.(「상법」 제462조 및 「상법 시행령」 제19조). 자본금액, 그 결산기까지 적립된 자본준비금과 이익준비금의 합계액, 그 결산기에 적립해야 할 이익준비금액, 자산 및 부채에 대한 평가로 인해 증가한 대차대조표상의 순자산액
- 이윤의 사회적 목적 사용 기준  상법에 따른 회사·합자조합 등은 규제「사회적기업육성법」 제8조 및 제9조에 따라 회계연도별로 배분 가능한 이윤이 발생한 경우 3분의 2 이상을 다음의 사회적 목적을 위해 우선 사용해야 한다. {한국사회적기업진흥원 홈페이지(http://www.socialenterprise.or.kr), 인증요건별 심사기준 참조}.  협동조합 기본법에 의한 사회적협동조합은 이 요건을 충족하는 것으로 본다.

## 국내외 대표적 사회적기업
국내외에서 그라민, 아라빈드안과, 아름다운가게, 다솜이재단, 허리우드극장, 리드릭, 이지무브 등 다양한 사회적기업이 활동하고 있다.
- 그라민은행 Grameen 보관됨 2011-02-05 - 웨이백 머신  가난한 사람들한테 무담보소액대출 Microcredit 을 제공하는 방글라데시 은행. 방글라데시에서 그라민은행은 2011년말 835만 명의 가난한 사람들한테 무담보소액대출을 제공했다. 이중 절대극빈층 11만1300여명한테는 무이자로 돈을 꿔줬다. 대출고객의 64%가 빈곤선을 벗어났다. 이 공로로 그라민과 설립자 무함마드 유누스는 2006년 노벨평화상을 받았다.
- 아라빈드안과 Aravind   400만여명에 이르는 인도의 맹인을 돕기 위해 설립된 안과병원. 가난한 사람들한테는 무료시술을 제공한다. 설립 후 36년 동안 3200만 명이 진료를 받고 그중 400만 명이 공짜 혹은 보조금으로 수술 받았다.[3]
- 아름다운가게   기증 받은 물품을 재사용하거나 재활용해 판매하는 사회적기업. 재단법인으로 2002년 설립된 이 업체는 돈을 기부하는 대신 안 쓰는 물건을 기증하는 문화를 국내에서 확산시켰다. 2012년 216억 원의 매출을 내 31억 원의 수익을 지역사회와 어려운 이웃에게 배분했다.[3] 다른 사회적기업을 지원하는 활동도 지속하고 있다.
- 다솜이재단    저소득층 환자들을 무료로 간병해주는 사회공헌 사업으로 출발한 간병 사회적기업. 2004년 교보생명 '다솜이 간병봉사단'으로 시작해 2007년 재단법인으로 재출발했다. 2007년 제1호로 고용노동부 사회적기업 인증을 받았다.[4]

## 청소년 대상 사회적 기업
청소년을 대상으로 활동하는 사회적 기업도 있으며, 연금술사, 유스 바람개비 등이 활동하고 있다.
- 연금술사

연금술사는 맞춤형 도시락 판매사업을 통해 고등학교 재학 중이지만 대학 진학 계획이 없거나 취업 의지가 없는 청소년들에게 직업훈련 및 일자리를 제공하기 위해 2011년에 설립된 사회적기업이다. 청소년들이 직접 도시락 배달 사업, 디저트 카페 사업에 직접 참여한다. 내부 이사 4명 중 2명을 청소년으로 하는 등 실제 기업 경영에도 참여시키고 있다. 2014년부터 기업 활동에 참여하고자 하는 학생 10명을 신청받아 연금술사 일학교를 개교하였다. SK그룹의 최태원 회장이 사재를 출연해 만든 KAIST 청년창업투자지주㈜가 투자 대상자로 연금술사를 선정했다.
소풍가는 고양이는 서울시립청소년직업체험센터(하자센터)가 2013년부터 운영해온 '연금술사 프로젝트' 2기로 참가한 청소년 6명이 창업한 가게이며. (주)연금술사의 산하 브랜드이다. 재단법인 해피빈 권혁일 대표가 아름다운재단에 기부한 돈으로 초기 창업자본을 마련했다. 2020년 1월을 기점으로 소풍가는 고양이는 사업을 종료했다.
- 유스 바람개비

유스 바람개비는 청소년들을 위한 직접체험 프로그램을 개발하여 다방면으로 청소년들의 진로 선택에 도움을 주고 있는 사회적 기업이다. 청소년들에게 '쉼'과 '진로'를 찾는 배움 공간을 제공해준다. 2010년 청소년의 직접체험과 진로에 대한 아이템으로 '소셜벤처대회'에서 수상한 것을 계기로 삼아 2011년 12월 사회적 기업으로 출범하였다. 운영하고 있는 프로그램은 청소년카페 소리울(공정 무역 커피 교육과 바리스타 체험을 진행하며, 일반 기업과 사회적 기업의 차이점을 알아간다.) 등이 있다. 사회적기업가 정신을 배우는 진로교육 프로그램과 소셜드림 보드게임을 전국에 출시한 고용부가 인증한 교육 사회적 기업이다.

## 대기업 계열 사회적 기업
- 삼성그룹 : 오픈핸즈
- SK그룹 : 행복나래
- 포스코그룹 : 포스코휴먼스
- LG그룹 : 행복누리
- 롯데그룹 : 엔젤위드
- 한화그룹 : 한화B&B

## 같이 보기
- 사회 복지
- 기업의 사회적 책임(CSR)
- 공유가치창출(CSV)
  - 마이클 포터
- 협동조합(co-op)
- 애큐먼(영어판)
  - 재클린 노보그라츠(영어판)
- 사회적기업육성법
- 마을기업
- 바이소셜 캠페인
- 사회적경제기업

## 참고논문
1. ↑  “Legal forms for social enterprise: a guide” (영어). 2018년 11월 27일에 확인함.
2. ↑  사회적기업의 구조적·운영상의 특성이 기업성과에 미치는 영향 : 관리자 경륜의 조절효과를 중심으로 = The Effects of Structural·Operational Characteristics in the Social Enterprise on its Performances : Focussed on Moderating Effect of Manager's Antecedents
3. 1 2 3  이경숙. 《산타와 그 적들, 삶의 문제를 해결하는 사회적기업 협동조합 이야기》 (PDF). 굿모닝미디어. 2018년 11월 28일에 원본 문서 (PDF)에서 보존된 문서. 20181128에 확인함.
4. ↑  이경숙. “이로운넷”. 20181128에 확인함.
5. ↑  “'연금술사' 제 10회 사회적기업 콘테스트 우승”.
6. ↑  “sk 행복나눔재단, '연금술사' 등 우수한 사회적기업 지원”.
7. ↑  “"소풍가는고양이, 쌈밥·주먹밥 속에 창업 성공의 꿈이 꽉~"”.
8. ↑  “마을 곳곳서 '기업가 정신' 배운다”.